# Украинский, Виктор Николаевич
Виктор Николаевич Украинский — советский хозяйственный, государственный и политический деятель, генерал-майор.

## Биография
Родился в 1930 году в Туапсе. Член КПСС.
С 1952 года — на хозяйственной, общественной и политической работе. В 1952—1986 гг. — ответработник УМГБ-УКГБ при СМ Украинской ССР по Станиславской области, заместитель начальника УКГБ при СМ Украинской ССР по Харьковской области, начальник УКГБ Украинской ССР по Ивано-Франковской области, начальник УКГБ Украинской ССР по Запорожской области, начальник 2-го Управления КГБ Украинской ССР.
Делегат XXVI съезда КПСС.
Умер в Киеве в 2015 году.